# 要法寺 (甲府市)
要法寺（ようほうじ）は、山梨県甲府市武田四丁目にある日蓮宗の寺院。山号は上行山。旧本山は大本山本圀寺(六条門流)。近くには法華寺もある。

## 歴史
- 天文5年（1536年）、武田信玄が盲目だった次男の聖道の病気平療を祈願して修徳院日祇を開山に建立した。

## その他
- 甲府市立新紺屋小学校は要法寺の寺子屋が起源。

## 関連資料
- 日蓮宗新聞　2016年4月27日付